# Triphyllozoon formosum
Triphyllozoon formosum är en mossdjursart som först beskrevs av William MacGillivray 1884.  Triphyllozoon formosum ingår i släktet Triphyllozoon och familjen Phidoloporidae. Inga underarter finns listade i Catalogue of Life.